# AE Nikaia
Maillots
Le Athlitiki Énosi Nikaia (en grec moderne : Αθλητική Ένωση Νίκαια), plus couramment abrégé en AE Nikaia, est un ancien club grec de football fondé en 1948 et disparu en 1965, et basé dans la ville de Nikaia, dans la région du Pirée.
Le club était la section football du club omnisports du même nom, l'AE Nikaia.

## Histoire
Le club a disputé le championnat grec de première division, l'Alpha Ethniki, lors de la saison inaugurale, en 1959-1960.
Il a été relégué en 1960 et a ensuite disparu à la suite de sa fusion en juin 1965 avec l'Aris Nikaia, afin de former le club d'Ionikos Le Pirée.
Un nouveau club du nom d'AE Nikaia a été refondé par la suite, il joue désormais en 4e division grecque, la Delta Ethniki.